# Catherine Dickens
Catherine Thomson Dickens (* 19. Mai 1815 als Catherine Hogarth in Edinburgh, Schottland; † 22. November 1879 in London) war die Frau des englischen Schriftstellers Charles Dickens, die Mutter seiner zehn Kinder, Schauspielerin und Autorin eines Buches über Haushaltsführung.

## Herkunft und Jugend

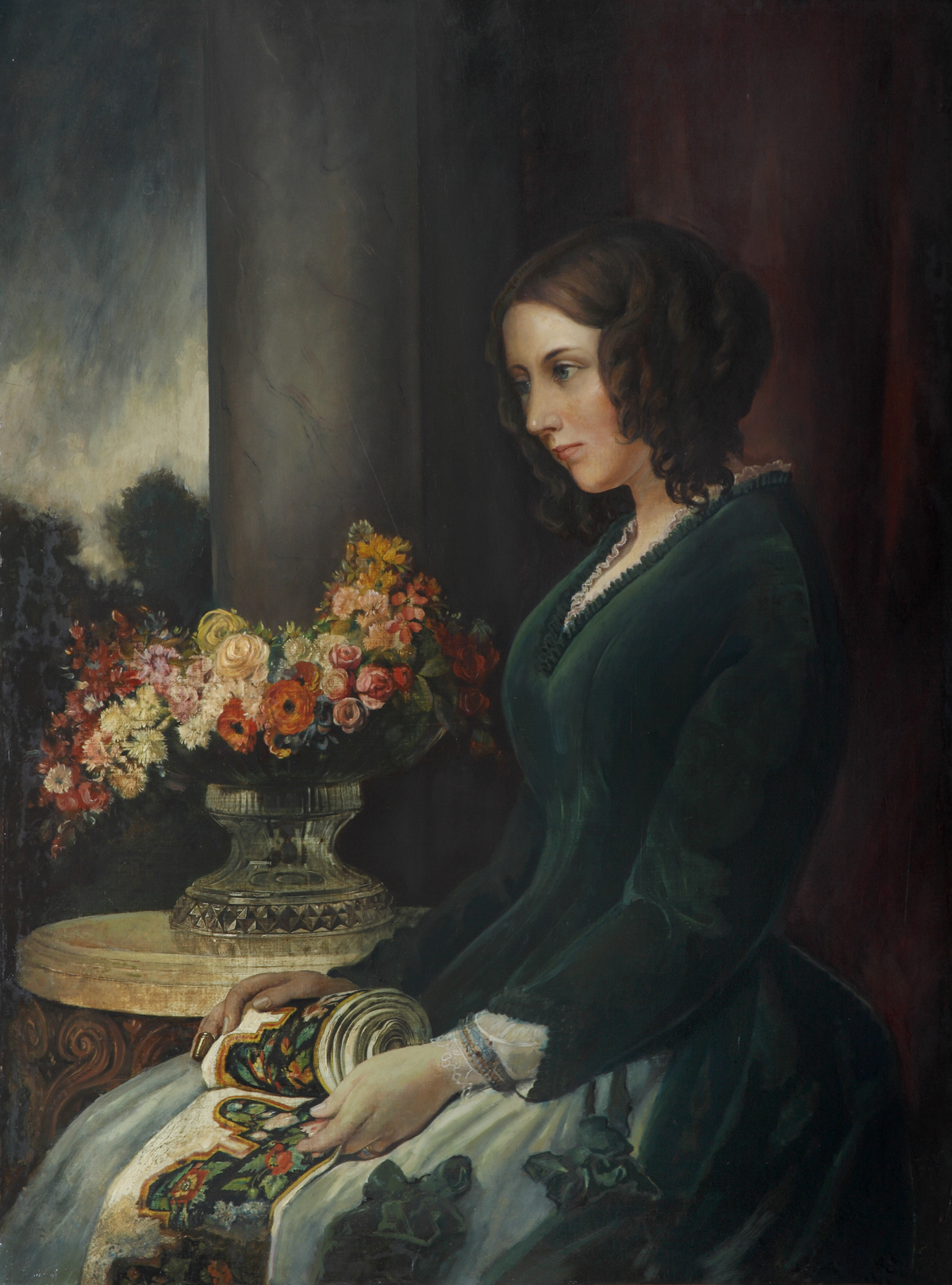
Catherine Hogarth, Ölgemälde von Daniel Maclise, um 1847

Catherine war das älteste Kind von Georgina und George Hogarth und hatte neun Geschwister. Catherine wuchs in Edinburgh auf, wo ihr Vater Journalist beim Edinburgh Cournat war. 1831 zog sie mit ihrer Familie nach Exeter und 1832 nach Halifax, weil George Hogarth Herausgeber des Western Luminary und danach des Halifax Guardian wurde. 1834 ließ sich die Familie in London nieder, wo George Hogarth als Autor und Theater- und Musikkritiker für die Londoner Zeitung Morning Chronicle arbeitete, bei der der junge Charles Dickens als Journalist tätig war. 1835 wurde ihr Vater Herausgeber des Evening Chronicle.

## Ehe mit Charles Dickens und Tätigkeit als Schauspielerin und Autorin
Catherine und Charles Dickens lernten sich Anfang der 1830er-Jahre durch Catherines Vater, den Herausgeber des Londoner Morning Chronicle, bei dem Dickens damals als Journalist arbeitete, in London kennen. Catherine war gebildet und belesen und war Dickens in Bezug auf den sozialen Status, Kultiviertheit und Intelligenz ebenbürtig. Das Paar verlobte sich im Frühjahr 1835 und heiratete schon ein Jahr später, am 2. April 1836, in der Lukaskirche (St. Luke’s Church) im Londoner Stadtteil Chelsea. Zunächst wohnten sie im Furnival’ Inn in Bloomsbury, wo Dickens zuvor eine Junggesellenwohnung bewohnt hatte.
1837 zogen sie dann in ein geräumiges Stadthaus in der 48 Dougthy Street in Bloomsbury, in dem sich heute das Charles-Dickens-Museum befindet. Catherines jüngere Schwester Mary Scott Hogarth zog  ebenfalls in das Haus der Dickens’ ein, eine zu dieser Zeit durchaus übliche Praxis. Dickens war Mary sehr zugetan und setzte ihr nach ihrem plötzlichen Tod im Mai 1837 ein Denkmal, indem er diesen in seinem Roman Der Raritätenladen als den Tod von Little Nell (Nell Trent) fiktionalisierte.
1839 zogen Catherine und Charles in ein großzügiges Haus in der Nähe des Regent’s Park, das genug Platz für die Familie bot, und wohnten dort bis 1851. Zwischen 1837 und 1851 gebar Catherine zehn Kinder, außerdem hatte sie mindestens zwei Fehlgeburten. 1842 zog Catherines jüngere Schwester Georgina Hogarth zu ihnen, um sich während einer sechsmonatigen Amerikareise des Paares um ihre Kinder zu kümmern. Catherine und Dickens unternahmen auch mehrere lange Reise nach Frankreich, Italien und in die Schweiz und verbrachten 1844 fast ein Jahr in Italien.

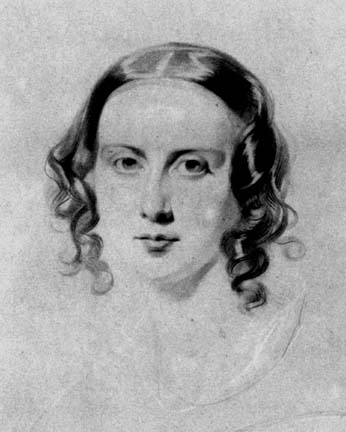
Catherine Dickens, Zeichnung von Samuel Lawrence (1838).

Während der Amerikareise traten sowohl Catherine als auch Dickens im Queen’s Theatre in Montreal als Schauspieler auf. 1845 übernahm Catherine eine kleine Rolle in dem von Dickens produzierten Amateurtheaterstück Every Man in his Humour. 1851 veröffentlichte sie unter dem Pseudonym Lady Maria Clutterbuck das Koch- und Haushaltsführungsbuch What Shall we Have for Dinner? Satisfactorily Answered by Numerous Bills of Fare for from Two to Eighteen Persons, das bis 1860 in mehreren Ausgaben veröffentlicht wurde.

## Trennung und Leben nach der Trennung
Nach dem Tod ihrer sieben Monate alten Tochter Dora erlitt Catherine 1851 einen Nervenzusammenbruch. Daraufhin versuchte Dickens, sie in eine Nervenheilanstalt einweisen zu lassen, ein Anzeichen für die zunehmende Krise, in die seine Ehe mit Catherine geriet. Ein Grund dafür war, dass Catherine zwischen 1837 und 1851 zehn Kinder geboren hatte, die für Dickens eine finanzielle Belastung darstellten. Dickens kritisierte immer öfter Catherines Kindererziehung und Haushaltsführung und fand, dass sie die Kinder vernachlässige. Catherine dagegen verdächtigte Dickens immer stärker – und zu Recht – der Untreue. Dickens hatte eine langjährige Geliebte, Ellen Ternan, die letztendlich den Ausschlag für die Trennung gab.
1856 kaufte Dickens den Landsitz Gads Hill Place bei Rochester in Kent, in den er mit seiner Familie zog. Zwei Jahre später trennte sich das Ehepaar schließlich, ließ sich aber nicht scheiden, da dies sehr kostspielig gewesen wäre und Dickens' Reputation als Herausgeber der Familienzeitschrift Household Words geschadet hätte. Catherine zog mit dem ältesten Sohn Charles Dickens Jr. in ein Haus im Londoner Stadtteil Camden. Alle anderen Kinder blieben bei Dickens in seinem Haus in Kent und wurden von Catherines Schwester Georgina betreut, die weiterhin dort wohnte und den Haushalt führte.
Nach der Trennung hatte Catherine kaum noch Kontakt mit Dickens, sie verhielt sich jedoch loyal und blieb ihm verbunden. Auf ihrem Totenbett gab sie ihrer Tochter Kate die Sammlung von Briefen, die sie von Dickens erhalten hatte, mit den Worten: „Give these to the British Museum – that the world may know [Charles] loved me once“.  („Gib diese dem British Museum – damit die Welt erfahren kann, dass [Charles] mich einst geliebt hat.“)
Catherine Dickens starb 1879 an Krebs und wurde auf dem Londoner Highgate Cemetery im Grab ihrer 1851 verstorbenen Tochter Dora beigesetzt.

## Rezeption
BBC Two widmete Catherine Dickens den 60-minütigen Dokumentarfilm Mrs Dickens' Family Christmas mit der Schauspielerin Sue Perkins, der die Ehe von Charles Dickens aus der Sicht Catherines darstellt.
In der Filmbiografie The Invisible Woman (2013) über das Leben von Dickens und die Rolle seiner Geliebten Ellen Ternan wird Catherine von Joanna Scanlan verkörpert.
Im Spielfilm Charles Dickens: Der Mann, der Weihnachten erfand wird Catherine von Morfydd Clark dargestellt.
Das Londoner Charles Dickens Museum widmete Catherine Dickens 2016 eine Ausstellung mit dem Titel The Other Dickens: Discovering Catherine.